# Bølling
 Denne artikel omhandler byen Bølling. Der er også andre byer med dette navn, se Bølling (Egtved Sogn).
Bølling er en landsby i Vestjylland med 200 indbyggere i byområdet (2014). Bølling er beliggende seks kilometer nordøst for Skjern og 39 kilometer sydvest for Herning. Byen hører til Ringkøbing-Skjern Kommune og er beliggende i Region Midtjylland.
Den ligger i Bølling Sogn med Bølling Kirke inde i landsbyen.